# Anoplodactylus muelleri
Anoplodactylus muelleri är en havsspindelart som beskrevs av Stock, J.H. 1994. Anoplodactylus muelleri ingår i släktet Anoplodactylus och familjen Phoxichilidiidae. Inga underarter finns listade i Catalogue of Life.